# 莫斯伯格500泵動式霰彈槍
莫斯伯格500（英語：Mossberg 500）是一系列由美国槍械製造商O.F.莫斯伯格父子公司所研製及生產的泵动式霰彈槍，發射23⁄4英吋和3英吋12鉛徑霰彈、20鉛徑霰彈和.410 bore。
莫斯伯格500系列包含了廣泛而不同的內置式擊錘連發型號，而它們全部都共享著相同的基本型機匣和槍機，但不同的口徑大小、槍管長度、喉缩選項、管式彈倉容量和配備（槍托和前護木）的材料。包括在莫斯伯格500系列產品的型號為500、505、510、535和590。啟示310和紐黑文600也是莫斯伯格以不同名稱生產的500系列的衍生型。
直到2021年，莫斯伯格500系列的生產量達到了11,000,000枝，因而成為美國槍械生產歷史上產量最多的霰彈槍，產量已超越其在市場上的主要競爭對手兼另一款泵动式霰彈槍雷明登870泵動式霰彈槍。除了在美軍享有盛譽以外，也受到民間射擊愛好者的青睞。

## 基本特徵

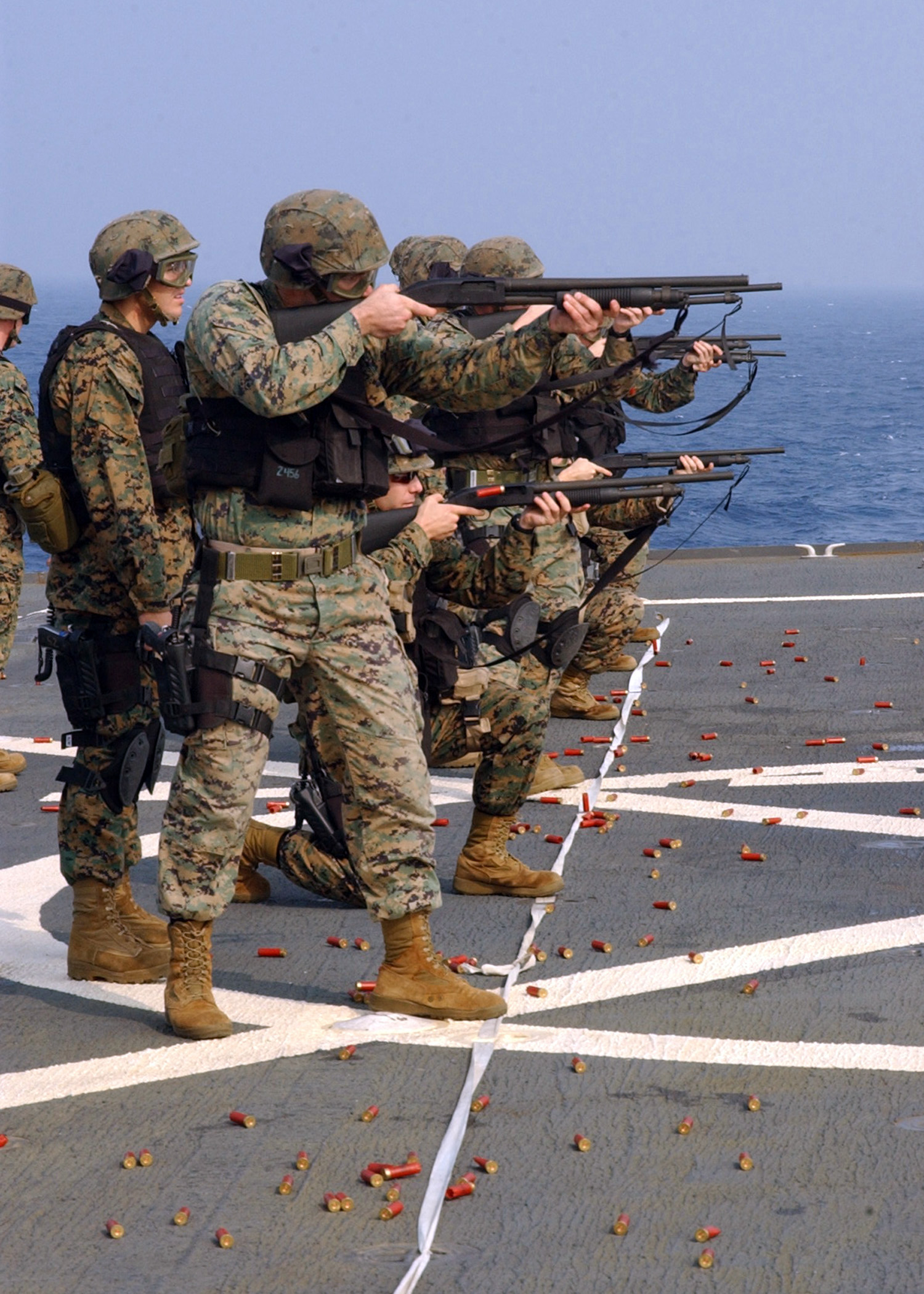
美国海军陆战队指導著第七艦隊的艦隊反恐安全小組（Fleet Anti-terrorism Security Team，FAST）第三排的指揮官，在LCC-19藍嶺號兩棲指揮艦艦尾直升機坪上訓練他們熟綀的使用M590霰彈槍。

自在1961年推出以後，所有的莫斯伯格M500型號都是以相同的基本設計為基礎。該槍最初推出時與溫徹斯特M1912相似的是，於槍機與護木左側之間只設有一根槍機連桿，但由於後來被發現會彎掉甚至斷裂，因此在雷明登的雙重槍機連桿設計专利權屆滿以後，從1970年開始將莫斯伯格500更改為兩條槍機連桿設計。一個單一的大型鎖耳（英語：Lug）是用來固定後膛。管式彈倉位於槍管下面，並且通過螺紋擰入到機匣與其連接部。滑動式槍機釋放按鈕位於扳機護環的左後方，而手動保險則位於機匣上部的後方（通常被稱為“柄腳保險”）。
每個型號的瞄準具與其他型號都有所不同，由簡單的圓珠狀準星、光纖瞄準具到安裝在機匣上的鬼環式照門等，或是用以安裝瞄準鏡的整合式瞄準鏡基座或輔助瞄準裝置安裝導軌都存在的。大部分型號都帶有機匣預鑽孔和攻絲用以安裝照門或是瞄準鏡基座。原廠的瞄準鏡基座是通過一個悬臂式瞄準鏡基座裝在槍管後部之上，其瞄準鏡基座會延伸至機匣頂部以上，但當槍管被拆卸下來以後，其瞄準鏡基座及裝上的瞄準鏡亦會保持在槍管以上。
由於設計上是為了在惡劣和骯髒的條件以下，例如水禽狩獵或戰鬥時使用，莫斯伯格500系列在設計上能夠輕易清潔和維修。所有的莫斯伯格500型號都配備了可互換的槍管（已知給定一個特定的槍械管式彈倉容量限制，即是一根設計上搭配在5發式彈倉管上使用的槍管將不能在裝上7發式彈倉管的槍械上使用），它可以在不需要利用任何工具以下拆卸，只要通過擰松其彈倉管的末端的螺絲，讓槍管得以拆卸下來。
槍機鎖進入位於槍管頂部的大型鎖耳，以確保堅實的槍機到槍管的連接，而非依賴於機匣以提供任何了閉鎖的強度。扳機組件，其中包括扳機、擊錘、阻鐵，裝在連同護環的扳機體上，可以通過卸出機匣上的一個定位卡銷和向下拉動扳機護圈就能拆出來（如果安裝了手槍握把的話，則通常首先必需將手槍握把拆卸下來，因為幾乎所有這樣的手槍握把會妨礙扳機組件從機匣上拉出）。升降器可以通過把該槍上保險並且把滑動式槍機一起拉動擠壓到後方，從而在卸出機匣上的升降器樞軸銷以後再把升降器拆出來。
莫斯伯格500系列的前護木可以向後拉動，使得槍機和槍機機框退出機匣，然後前護木可以通過將它向前推動拆卸下來。然後霰彈藥筒阻擋裝置和斷續裝置將自由掉落，在機匣上只留下由各自的螺釘所固定的拋殼頂桿和手動保險。管式彈倉弹簧和托彈板可從機匣上擰松彈倉管並且拆卸下來（這樣做在一些新型的莫斯伯格500型號們上則可能比較困難）。這種程度的不完全分解已經足以讓所有部件進行清潔。

## M500的選項
“M500”之名涵蓋了整個設計成可裝填3英寸（76.2毫米）“麥格農”霰彈藥筒的泵动式霰彈槍槍族。莫斯伯格500的標準型號的管式彈倉可裝填5發2.75英寸（69.85毫米）霰彈藥筒或是4發3英寸（76.2毫米）霰彈藥筒，而另外1發就在膛室之內。莫斯伯格500具有12鉛徑、20鉛徑和.410 bore三種口徑可供選擇，而12號是在當中最流行和具有最多可供選擇功能的鉛徑。曾經在一段時間內提供過16鉛徑，但已經停產了。

### 表面處理
莫斯伯格M500的標準型表面處理為陽極氧化的铝合金機匣以及一根拋光和烤藍處理的槍管。有些型號配備了黑色啞光繪漆機匣，和一根啞光烤藍處理的槍管。一些莫斯伯格M500的型號則是外觀很像磷酸鹽化處理的陽極氧化處理，與一根磷酸鹽化處理的槍管。而這也是真正的M590系列的表面處理，因為鋁製機匣是不能使用磷酸鹽化處理的。
莫斯伯格在多個不同的型號上，還提供了迷彩漆繪型號。槍托可以是由木材或复合材料所製造，而复合材料槍托則具有黑色或迷彩表面以配合該槍的其餘部分。有一種命名為水手型（英語：Mariner）的特殊型號，表面採用了命名為水手棚（英語：Marinecote）的鍍镍處理，因此機匣、槍管及管式彈倉呈現閃閃的銀色，其耐腐蚀性能也是最好的（因而稱為水手型）。而水手型的槍托和前護木一般採用黑色复合材料製造。

### M500、M590和M590A1的比較

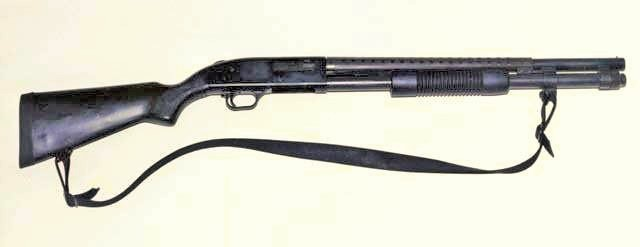
20英寸（508毫米）槍管的莫斯伯格590霰彈槍。

莫斯伯格M500和莫斯伯格M590之間的主要區別是在管式彈倉上的設計。莫斯伯格M500的彈倉管是在槍口末端收閉，而槍管是通過槍機連接到一個在彈倉管的螺紋孔末端部內固定到位。而莫斯伯格M590的彈倉管則被設計成在槍口末端開放，而槍管則是適配在彈倉管的周圍並且由一個裝在末端的螺母所固定。莫斯伯格M500的彈倉管有利於方便地更改槍管，因為槍管螺栓並沒有任何比保持著槍管到位以外的其他功能。莫斯伯格M590的彈倉管則是便於輕易清潔和零配件上的更換，只要移除其螺帽就可將管式彈倉弹簧和托彈板都拆卸下來。

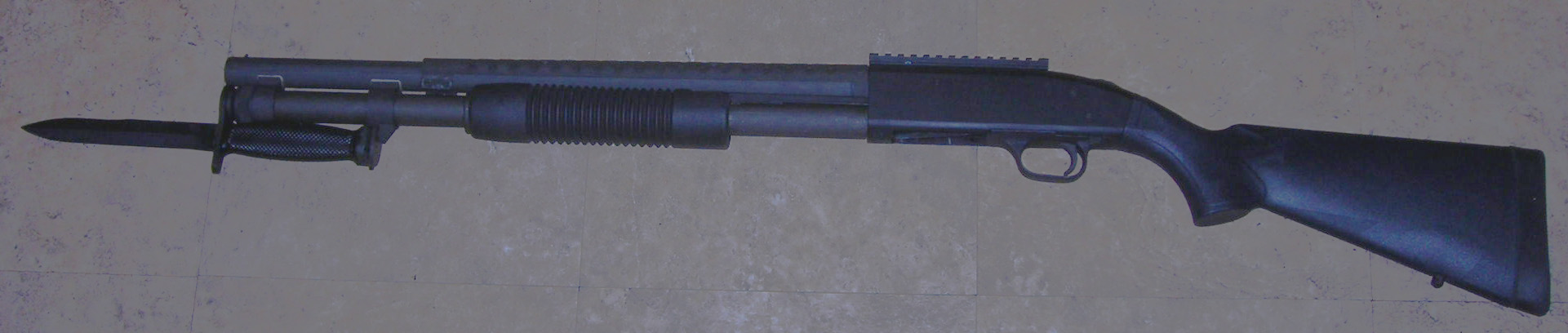
裝上了M7刺刀的磷酸鹽化處理莫斯伯格590A1，機匣上裝有MIL-STD-1913戰術導軌，槍管上裝有修改型M590隔熱罩，20英寸（508毫米）槍管，容彈量8發。

莫斯伯格M500和M590具有一個塑料製扳機護環和手動保險按鈕，以及標準型槍管。而莫斯伯格M590A1則具有一個铝合金製扳機護環和手動保險按鈕，以及改用重型槍管，適用於在極端的條件和粗暴地處理以下的軍事用途；其金屬製扳機護圈的加入是因應美軍軍用規格更新為軍用規格3443G以後當中的材料要求，以及根據海軍方面的請求加入重型槍管。雖然莫斯伯格M590A1一般會向軍隊和執法機關渠道出售，但18.5英寸（469.9毫米）和20英寸（508毫米）槍管型號仍然可以在大部份的司法管轄權區域內合法由私人購買。而14英寸（355.6毫米）槍管型號的莫斯伯格M590A1受到美國全國槍械法（簡稱：NFA）條例歸類為第二類槍械，
平民購買及擁有時需要事先向菸酒槍炮及爆裂物管理局批准，並且支付印花税才能購買。
莫斯伯格M500的防暴槍型版本（強制型和水手型）視乎管式彈倉容量可選用18.5英寸（469.9毫米）和20英寸（508毫米）槍管型號。而莫斯伯格M590的防暴槍型版本則只有20英寸（508毫米）槍管和與槍管相平齊配合的彈倉管的型號。而莫斯伯格M590A1的防暴槍型版本則可選用14英寸（355.6毫米）、18.5英寸（469.9毫米）和20英寸（508毫米）槍管型號。一種以M590（目錄項目為51663）為名出售的型號在技術上是一枝M590A1，因為它使用了重型槍管和軍用型鋁合金製扳機組件，但與其他命名為590A1的型號不同的是它可在民用市場上出售。
與莫斯伯格M500和M590霰彈槍不同（除了裝上鬼環式瞄具的M590型號）的是，M590A1霰彈槍由於採用重型槍管，因此無法輕易裝上原廠隔熱罩。槍管隔熱罩和刺刀座都是軍用型3443G I型防暴霰彈槍的需求，而一些M590A1都是採用如此裝備的，但目前尚不清楚的是M590A1的槍管隔熱罩是否被莫斯伯格於軍用市場之外提供銷售。

### 矮腳雞和超級矮腳雞型號

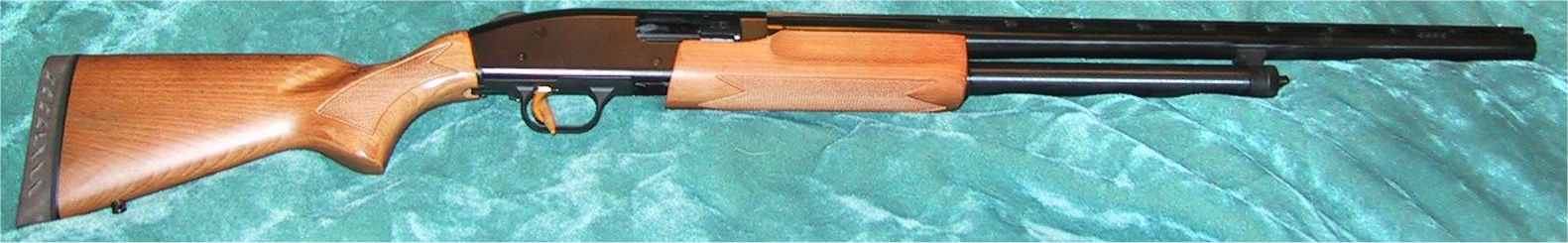
莫斯伯格M500矮腳雞型，具有24英寸（609.6毫米）槍管。注意其槍托和前護木比在上面的標準型號更短。

標準型莫斯伯格M500採用了一塊扳機拉距（英語：Length of Pull，簡稱：LOP）為14英寸（355.6毫米）的槍托，而它適合給平均或更高大尺寸的成年人射手使用。而矮腳雞（英語：Bantam）型號則採用了扳機拉距為13英寸（330.2毫米）的槍托，而前護木則位於比標準型號進一步向後的位置。而超級矮腳雞（英語：Super Bantam）型號的槍托還包括了兩塊後座緩衝墊和槍托墊片。
通過使用短緩衝墊，扳機拉距可以縮短到12英寸（304.8毫米）；而使用槍托墊片和更長的緩衝墊以後，扳機拉距則為13英寸（330.2毫米）。許多不同的型號都提供是矮腳雞和超級矮腳雞的槍托，或是這種槍托作為獨立附件訂購並且安裝在任何M500型號之上。

### M505青年型
於2005年推出的新型號M505青年型（英語：Youth）霰彈槍，類似於矮腳雞型號，但進一步的縮小。M505青年型具有一塊扳機拉距為12英寸（304.8毫米）的槍托（比標準型號的14英寸（355.6毫米）或矮腳雞型號的13英寸（330.2毫米）為短），一根20英寸（508毫米）槍管，和4發容量的管式彈倉。M505青年型具有20鉛徑霰彈和.410 bore兩種口徑可選。M505青年型的零件不能與其它M500的衍生型互換。

### M535
同樣於2005年推出的新型號M535霰彈槍，類似於M500，但是具有延長型機匣，除了2.75英寸（69.85毫米）和3英寸（76.2毫米）霰彈藥筒以外，還可以發射3.5英寸（88.9毫米）“超級麥格農”霰彈藥筒。M535是莫斯伯格835“終極馬格南”的一種較為便宜的替代選擇型號，但是M535無M835的超膛徑槍管。但相對的，無超膛徑槍管的M535可以發射在M835上所不能發射的獨頭彈。
M535的槍管不能夠與M500或M835的槍管互換使用，但M535的槍管卻可以選擇滑膛或是線膛，各種的固體散熱槍管肋條，槍管長度和不同的瞄準具型式。M535也可提供一款裝上了鬼環式瞄具和一個可折疊式手槍握把槍托的戰術型號。

### 彈倉容量
莫斯伯格M500具有各種不同的機匣配置，其主要區別在於其管式彈倉的配置。基本型莫斯伯格M500配備了一根可容納5發2.75英寸（69.85毫米）霰彈藥筒的彈倉管，這通常被稱為六發型號（指彈倉管裝滿了霰彈藥筒再加上膛室內的一發）。莫斯伯格M500還可以提供一根可裝填7發2.75英寸霰彈藥筒的彈倉管的延長型彈倉管，而裝上了延長型彈倉管的通常被稱為八發型號。莫斯伯格M590A1具有5和8發式彈倉管可供選擇，並分別以六發型號和九發型號出售。
使用延長型彈倉管的衍生型亦會使用不同的槍管，這是因為莫斯伯格M500是通過裝在管式彈倉的一個螺紋孔末端部內固定到位。可供八發型號和九發型號使用的最短槍管長度為20英寸（508毫米），它適合與延長型彈倉管齊平。連散熱肋條的28英寸（711.2毫米）改良收束器野外型號槍管亦是為了八發型號的莫斯伯格M500而生產的。而在可被歸類為第一類槍械以下可供六發型號使用的最短槍管長度為18英寸（457.2毫米），而向軍隊和執法機關人員（以及在向全國槍械法註冊以下的私人擁有）還可以使用一根14英寸（355.6毫米）槍管（M590緊湊型），而它適合與六發型號和八發型號齊平。

## M500的衍生型

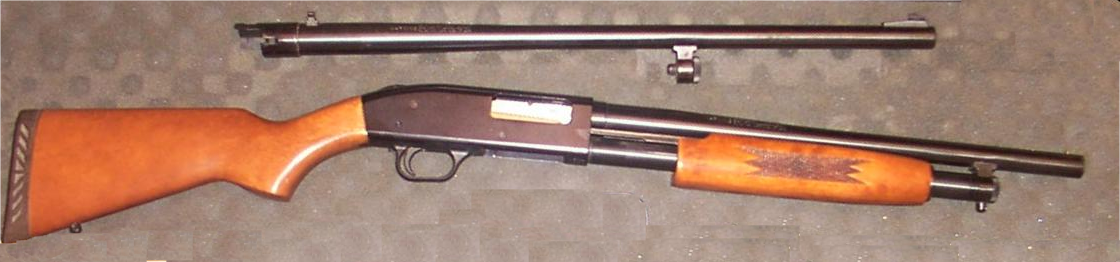
裝上了18.5英寸（469.9毫米）圓柱內膛槍管的莫斯伯格500，和24英寸（609.6毫米）連步槍瞄準具型圓柱內膛槍管。（附注：圓柱內膛意味著並無裝上任何喉缩）

根據不同的用途或訂單，莫斯伯格M500也具有多種衍生型號可以選用，可廣泛於各種的應用上使用。莫斯伯格M500的更換槍管便利性設計意味著單獨一枝霰彈槍的使用者可在許多具有不同的用途的槍管當中選用其中最符合情況的一根以自行組合。一般而言，莫斯伯格M500的商業型號可以劃分為兩大類別：野外型號（英語：Field models）和特殊用途型號（英語：Special purpose models）。

### 野外型號

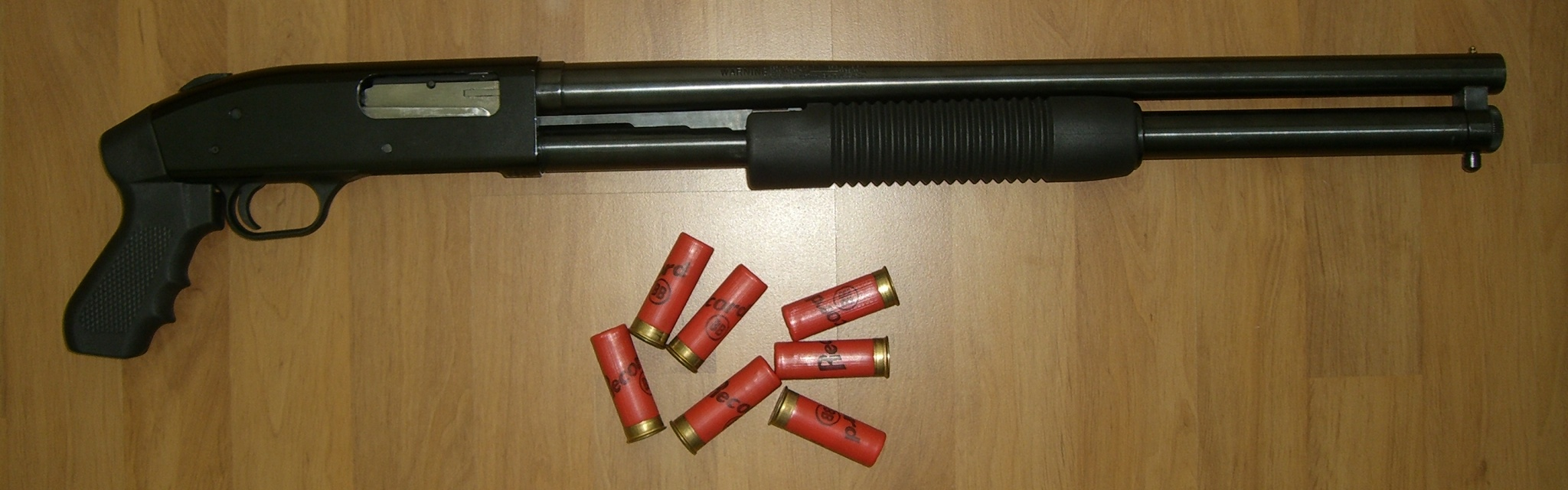
裝有20英寸槍管、手槍握把與7—8發彈倉的莫斯伯格500 12鉛徑泵動式霰彈槍。

野外型號（英語：Field models）是最基本的運動型號。它們可以採用多種槍管長度和表面處理，並且可以設置為水禽狩獵、高地遊戲狩獵、火雞狩獵或發射重彈頭。大多數滑膛型號都配備了可互換的喉缩和各種的固體散熱肋條槍管，而發射重彈頭型號都配備了步槍式瞄準具或是瞄準鏡基座，並可以選擇光滑的圓柱內膛或膛線內膛槍管。

### 特殊用途型號

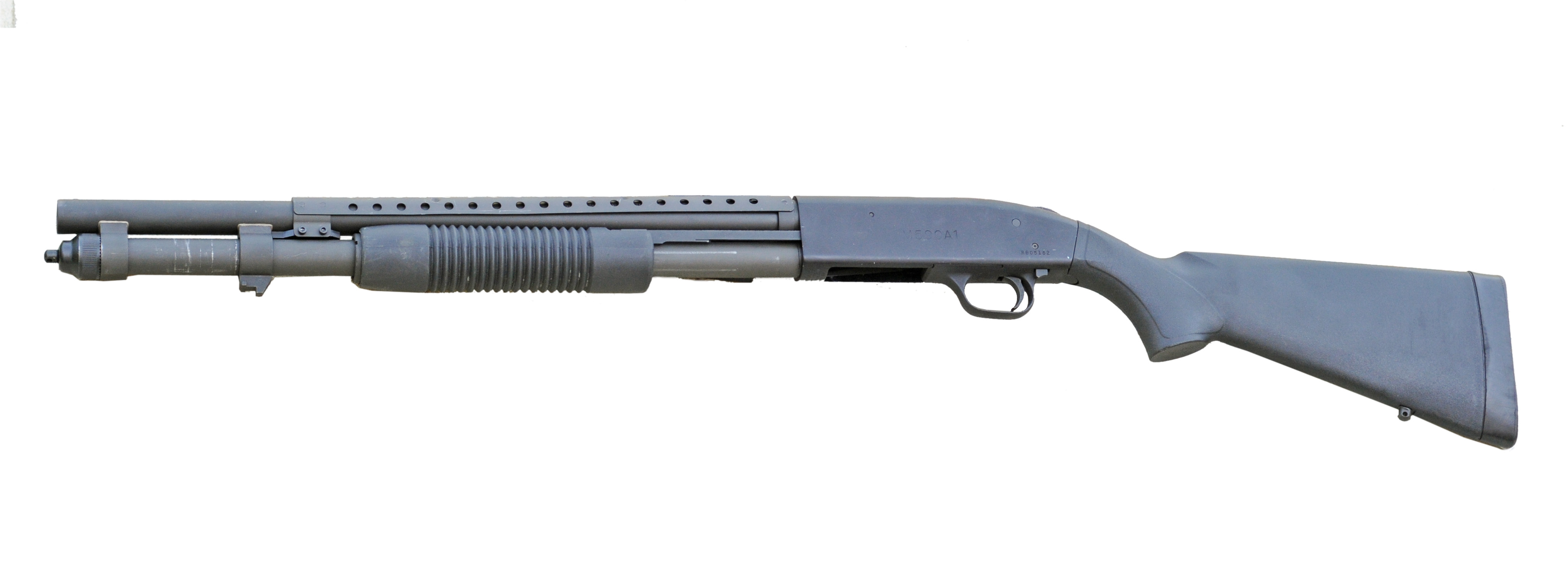
裝上了槍管隔熱罩的莫斯伯格M590A1。

特殊用途型號（英語：Special purpose models）是作為自我防衛、警察執法或軍事用途的型號。莫斯伯格M590和八發型號的莫斯伯格M500們僅作為特殊用途的型號銷售。特殊用途型號分別有18.5英寸（469.9毫米）短槍管的六發型號，或是20英寸（508毫米）槍管的八發型號和九發型號，但在莫斯伯格M500以下使用同一種彈倉管長度的所有型號的槍管是完全可以互換的，所以可能是更短的槍管。大多數型號都會配備特殊的名稱，例如SPX型、戰術型（英語：Tactical）、水手型（英語：Mariner）等等。
特殊用途型號可以配備各種專門的零件，當中可以包括可調節式槍托、可以存放和攜帶4發額外備用霰彈藥筒的「快速裝填」（英語：Speedfeed）式槍托、無槍托的手槍握把、鬼環和光纖式瞄具、MIL-STD-1913戰術導軌（有機匣導軌或前護木導軌兩種）、前護木帶（只裝在前托下面的短槍帶）、槍管隔熱罩、氣孔式槍管、槍口制退器，甚至是刺刀座。所有特殊用途型號都隨附了全黑色邊框，並採用了烤藍、無眩光啞光藍或是磷酸鹽化的表面處理，並配備了預留鑽孔和攻絲的機匣以便安裝日間／夜間光学瞄準鏡、反射式瞄準鏡、全息瞄準鏡、棱鏡式瞄準鏡、夜視鏡或熱成像儀。
應當指出的是，“特殊用途”型號與以下的“執法機關”型號是並不相同的存在；後者具有多種更重型的職務型槍管、手動保險按鈕和扳機護環，而拿起來的時候亦更難以使用。

#### 執法機關型號

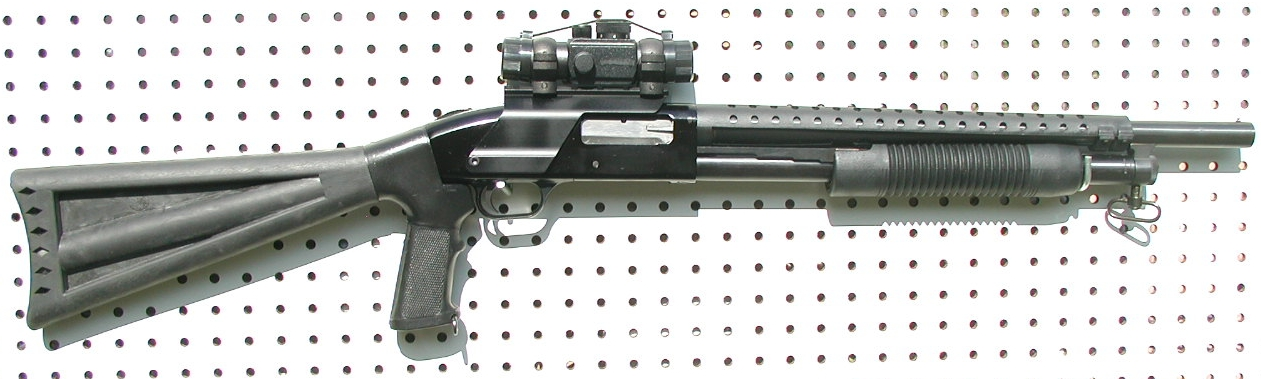
裝上了紅點鏡的莫斯伯格M500執法機關組合型

### M590A1
目前指命名為“執法機關型號”的莫斯伯格霰彈槍是M590A1。莫斯伯格M590A1與其他M500、M590霰彈槍的不同之處在於，它們裝有一根重型槍管，铝合金製扳機護環和手動保險按鈕。莫斯伯格M590A1可選用14英寸（355.6毫米）、18.5英寸（469.9毫米）和20英寸（508毫米）槍管型號。而被設計為符合美国陆军所列出的嚴格標準的莫斯伯格M590A1也被美国和其盟國的武裝部隊所採用。
以前，莫斯伯格也向執法機關出售過12鉛徑霰彈的18.5英寸（469.9毫米）和28英寸（711.2毫米）兩種槍管長度，並配備樺木尾托、手槍握把和槍背帶的M500組合型。

### 居家安防型號
莫斯伯格M500 HS410，又稱為居家安防型號（英語：Home Security model），這款型號只有.410 bore口徑可選用，而且是專門針對防禦性質而設計的。它配備了一塊青年型尺寸的12英寸（304.8毫米）扳機拉距槍托、垂直前握把式前護木、在槍口以上裝上了專門的特殊制退器和撒佈型喉缩（在使用鹿彈的時候協助產生更為擴散的彈著分佈模式）的18.5英寸（469.9毫米）連珠形準星式槍管。雖然.410 bore在目前為止可上膛的常見霰彈口徑而言火力最弱的霰彈槍口徑，但仍然是一件強大而致命的武器。一顆90格令（5.83克）重彈頭所生成的能量可接近於（而在一些製造商更聲稱是超過）從全長度的槍管發射的.357麥格農彈丸。而莫斯伯格M500 HS410主要是針對新手類使用者，尤其是未成年人或女性而又想要一款簡單、易用和有效的防禦性武器。它在出售時會在包裝內附有關於使用和保險內容的介紹视频，而有些型號在前握把內還裝有內置式激光瞄準器。

## 莫斯伯格衝擊波型
莫斯伯格衝擊波型（英語：Mossberg Shockwave）是一款以M590系列為藍本的泵動式霰彈槍。它與其他M590系列的區別在於其14英寸（360毫米）的槍管和“鳥頭”式握把。

### 設計
衝擊波型採用了與莫斯伯格590系列的霰彈槍相同的槍機。它亦裝有與其他型號以上相同的、在機匣頂部後方滑動式保險，雙槍機連動桿和雙抽殼鈎。該名稱傳承自握把的製造商衝擊波技術公司（Shockwave Technologies）。莫斯伯格聲稱該握把減輕了後座力。衝擊波型空槍重5.25磅（2.38千克），內置的管式彈倉可裝填五發霰彈藥筒，以及裝有黃銅珠狀準星而無照門。2017年開始生產該型號的12鉛徑型號，以後將會加入20鉛徑和.410 bore的型號。

### 合法性
在美國，衝擊波型不符合菸酒槍炮及爆裂物管理局所定義的霰彈槍的定義，後者稱未經註冊的霰彈槍的法定最低槍管長度為18英寸（457.2毫米），而且可以抵肩擊發。可根據聯邦槍械法，只要保持長度超過26英寸（660.4毫米），就算不裝上槍托，它仍然可避免了被視為第二類槍械以下的短管霰彈槍。菸酒槍炮及爆裂物管理局將衝擊波型定義為非全國槍械法（NFA）管制槍械。雖然在聯邦層面上法律無向其徵收印花税的可能，但法規也會因州而異，因此禁止在包括俄亥俄州在內的一些州份購入。

## 配件和組合
一直以來，莫斯伯格500作為一款多用途槍械銷售。莫斯伯格出售種類繁多的槍托和槍管配件，讓它可進行多種不同配置（其中包括在過去，一款无托结构配置的莫斯伯格M500；有整槍出售和提供改裝套件）。莫斯伯格也是有史以來唯一提供純雙動操作扳機（DAO）型號霰彈槍的公司。莫斯伯格M590DA型號就是針對警用型市場而設計，並且提供更長的扳機行程、更重的扳機扣力以減少使用者意外地發射的機會。
使用了適當的零件，同一枝莫斯伯格M500可以用作野戰槍、重彈頭槍、軍警民用防禦性武器、美式不定向飛靶及定向飛靶槍，或是.50英寸（12.7毫米）口徑附膛線前膛火器。
莫斯伯格還出售“組合”套裝，具有單一機匣和一根以上的槍管。常見的例子包括一根28英寸（711.2毫米）野外型包裝槍管與一根18.5英寸（469.9毫米）防衞型用途圓柱內膛槍管，或是野外型槍管和重彈頭型槍管，或是重彈頭型槍管和一根.50英寸口徑前膛裝填式步槍槍管。
莫斯伯格亦以莫斯伯格M500為基礎提供了一件命名為拋繩發射器套件的獨特產品。它採用特殊的空包彈以推動一條插入槍管中的尾管軸與一個可選的塑料製錨鉤浮頭，並且以細尼龙繩在它們之間連接在一起；掛在槍管下方、管式彈倉前端的圓筒狀罐子以保護收納於內的尼龙繩卷線軸。由美國船主協會基金會對於裝上拋繩發射器套件的一項測試顯示，使用錨鉤浮頭的平均射程超過100.58公尺（110码，330英尺）。同時又聲稱使用非浮動長距離浮頭時的射程則是213.36公尺（233.33码，700英尺）。
所有莫斯伯格的型號，包括了M835、M535、M500、M505和M590（除了特殊用途和執法機關型號）都隨附提供了一個木製的銷子，又稱為鴨式插塞，裝在彈倉管上。這是為了遵守美國候鳥法律。這個插塞可降低和調節，可以在槍上裝填的霰彈藥筒數量。這可以通過拆卸槍管和將霰彈槍的槍口指向下方，前後來回輕輕地搖晃它直到插塞掉下來的方式拆卸。所有莫斯伯格型號還配備了機匣頂部的MIL-STD-1913戰術導軌，用以安裝各種光學瞄準具，例如紅點鏡。

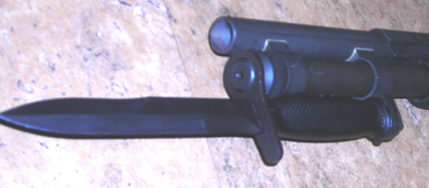
裝在莫斯伯格M590A1以上的M7刺刀。

一部份莫斯伯格型號（例如M590）還具有刺刀座。

## 馬弗里克武器子公司
莫斯伯格還以馬弗里克武器公司之名銷售更便宜的霰彈槍，莫斯伯格馬弗里克88，配備了烤藍表面處理的合成槍托，而在外觀上幾乎與莫斯伯格M500是相同的。馬弗里克和莫斯伯格霰彈槍具有許多可共享和互換的零件，包括槍管、槍托和管式彈倉（槍管和彈倉必須是具有相同的長度）。但是馬弗里克的霰彈槍在某種程度上有所不同的，例如取消了槍背帶旋轉環螺柱，並且設有一個安裝在扳機護環的交叉螺栓孔型保險，而非莫斯伯格500系列所使用的頂置稍後凸起式柄腳保險，同時馬弗里克88的扳機組件和前護木組件不能與莫斯伯格500系列互換使用。馬弗里克88還具有兩款基本的型號，88野外型和88安防型，具有6發或8發的內置式管式彈倉容量，而且若不加工則不能很容易地延長它們的管式彈倉。莫斯伯格馬弗里克具有塑料製槍托和前護木。原廠對馬弗里克霰彈槍的保修僅限於一年。馬弗里克武器公司有很多的部件是在墨西哥生產，並且在德克萨斯州馬弗里克縣伊格帕斯市進行組裝，而非在莫斯伯格位於康乃狄克州的主要設施。

## 型號號碼
- 500A ＝ 12鉛徑霰彈
- 500B ＝ 16鉛徑霰彈
- 500C ＝ 20鉛徑霰彈
- 500D ＝ 28鉛徑霰彈（從不生產）
- 500E ＝ .410 bore[15]

## 軍用型

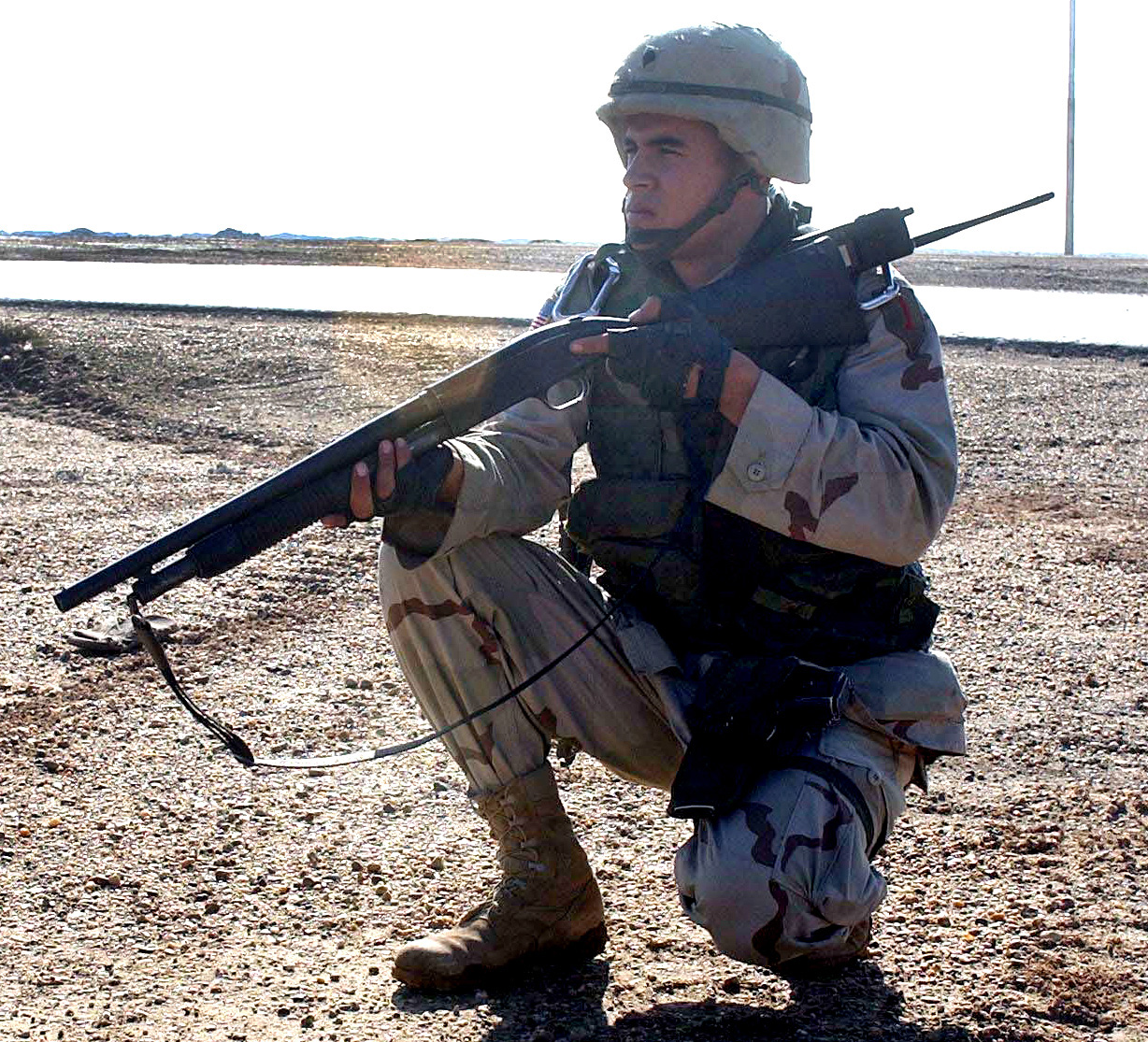
一名裝備了莫斯伯格M500的美軍士兵，攝於2004年伊拉克的氬拉馬迪。

莫斯伯格公司宣稱，只有他們生產的M500是唯一通過美國軍隊軍用規格3443E測試“以3,000發的全威力12鉛徑鹿彈所展開的一個殘酷無情的破壞性測試”的霰彈槍。而在更新以後的軍用規格3443G規範要求使用金屬製扳機護圈，所以只有針對這一項要求而改進的莫斯伯格590A1衍生型，才是能夠符合要求的產物；而當中還配備了更重型的槍管，並且使用金屬製扳機組件而非標準型M500的塑料製扳機組件，亦是為了符合要求而改進的。莫斯伯格500軍用型具有金屬扳機組件，和較重的20英寸（508毫米）槍管。
雖然美国海军陆战队在1999年正式地轉換為半自動型M1014戰鬥霰彈槍，美軍的各個分支部隊仍舊在採購泵动式霰彈槍。美國海軍在2004年購入了數千枝莫斯伯格590A1霰彈槍，而美國陸军亦在2005年發出了訂單，以每枝剛剛超過$ 316的價格購入14,818枝說明伯奈利M1014仍然相當昂貴。
2009年，美國特種作戰司令部（英語：United States Special Operations Command，簡稱：USSOCOM，轄下部隊包括DEVGRU、Delta Force和綠色貝雷帽等特種部隊）採購了軍用增強套件（英語：Military Enhancement Kits），以提供莫斯伯格500的標準化霰彈槍配置基礎。該套件包括一個可伸縮式槍托、“霰彈槍保留系統”（英語：Shotgun Retention System）、MIL-STD-1913式機匣導軌，前護木導軌系統和連破門制退器型槍管。共有1,301枝霰彈槍已獲轉換，而首批亦在2009年7月開始裝備。大部份的套件都將霰彈槍轉換成使用一根14英寸（355.6毫米）緊湊型與161⁄8英寸（457.2毫米）破門制退器附件槍管標準型制定式霰彈槍。
截至2012年，美国陸军正在展開以M26模組配件霰彈槍系統（英語：M26 Modular Accessory Shotgun System，簡稱：MASS，開發時稱為XM26）取代M500的计划；9000枝已得到拨款且签订合同。全新的霰彈槍被設計為安裝在M16突擊步槍和M4卡賓槍以上作為戰術附件的槍管下掛式配置，類似於M203或M320榴彈發射器，亦可裝上手槍握把及槍托以作為獨立武器使用。

### 使用者
莫斯伯格製作了美國軍用版本的M500。型號號碼為500 MILLS並包含以“U.S.”為前綴的序列號。於此特定的型號中（500 MILLS），包括了所有磷酸鹽化處理的金屬部件與一根20英寸（508毫米）的槍管。其內置式管式彈倉的容量為6+1發。
| 國家         | 組織名稱                                                                                 |
| ------------ | ---------------------------------------------------------------------------------------- |
| 阿富汗       |                                                                                          |
| 阿根廷       | 阿根廷海軍、警察單位                                                                     |
| 巴林         |                                                                                          |
|              | 警察單位                                                                                 |
| 白俄羅斯     | 白俄羅斯共和國國家安全委員會阿爾法小組                                                   |
| 百慕大       | [ 20 ] [ 21 ]                                                                            |
| 比利时       | 警察單位                                                                                 |
| 巴西         | ——                                                                                       |
| 加拿大       | 警察單位、獄警                                                                           |
| 哥伦比亚     | ——                                                                                       |
|              | 克羅地亞武裝部隊特種作戰營                                                               |
|              |                                                                                          |
|              | ——                                                                                       |
|              |                                                                                          |
| 埃及         | 警察單位                                                                                 |
| 法國         | 法國武裝部隊、國家憲兵干預組、法國國家警察搜索、援助、干預、威懾                         |
| 德国         | 德國聯邦警察                                                                             |
| 冰島         | 冰島警察                                                                                 |
| 印度         | 警察單位                                                                                 |
| 印度尼西亞   | 警察單位                                                                                 |
| 伊朗         | 警察單位、總統衛隊                                                                       |
| 伊拉克       | ——                                                                                       |
| 以色列       | ——                                                                                       |
| 日本         | 日本警察廳                                                                               |
|              | 哈薩克斯坦陸軍                                                                           |
|              | 肯尼亞國防軍                                                                             |
| 黎巴嫩       | ——                                                                                       |
| 马来西亚     | 馬來西亞特種作戰部隊、馬來西亞人民志願軍                                                 |
| 墨西哥       | 墨西哥武裝部隊、墨西哥聯邦警察                                                           |
| 荷蘭         | 荷蘭皇家陸軍、皇家海軍、皇家海軍陸戰隊（M590A1） 荷蘭皇家陸軍突擊隊兵團（590DA1）        |
| 阿曼         |                                                                                          |
| 巴基斯坦     | 巴基斯坦國民衛隊、巴基斯坦警察                                                           |
| 巴拿马       | 巴拿馬國家警察                                                                           |
| 菲律賓       | 菲律賓國家警察                                                                           |
| 波蘭         | 波蘭警察、駐阿富汗境內的波蘭士兵（M590）                                                 |
| 葡萄牙       | 葡萄牙武裝部隊、特警單位                                                                 |
|              | 卡塔爾警察部隊                                                                           |
| 中華民國     | 內政部警政署（M590A1）、憲兵司令部憲兵特勤隊（M590A1）、中華民國陸軍特戰指揮部（M590A1） |
| 圣卢西亚     |                                                                                          |
| 沙烏地阿拉伯 | 公眾安全部                                                                               |
| 塞爾維亞     | 塞爾維亞陸軍特種部隊、特警單位                                                           |
| 西班牙       | 西班牙國民警衛隊、西班牙武裝部隊特種部隊、特警單位                                       |
| 泰國         | 泰國皇家軍隊                                                                             |
| 乌克兰       | 烏克蘭武裝部隊（俄羅斯入侵烏克蘭期間獲美國軍援）                                         |
| 美国         | 美國武裝部隊、多個地方執法機構（M500、M590、M590A1）                                     |
| 委內瑞拉     | 委內瑞拉玻利瓦國家軍                                                                     |
| 葉門         |                                                                                          |

## 流行文化
莫斯伯格500系列以及它的改型在許多电影（尤其是荷里活電影）、电视剧、电脑游戏和动画裡出现，例如：

### 电影
- 1990年—《赌侠》：型号为500犊牛型，由赌船上的槍手所使用。
- 1995年—：型號為500及590。
  - 500由洛杉磯警察局制服警員與劫匪槍戰期間所使用。
  - 590由卡薩爾斯警探（韋斯·斯塔蒂飾演）和德魯克警官（米凱帝·威廉森飾演）所使用。在與尼爾·麥考利的最後交戰中也由文森特·漢納警督（艾爾·帕西諾飾演）所使用。
- 2000年—《綁票驚爆點（英语：The Way of the Gun）》：型號為500AT和590海軍型。
  - 590海軍型由杰弗斯（泰·迪哥斯飾演）所使用。
  - 500AT由喬·薩諾的打手所使用。
- 2004年—《惡靈古堡2：啟示錄》：型號為590緊湊巡邏者型和500型：
  - 590緊湊巡邏者型由艾莉絲（蜜拉·喬娃薇琪飾演）所使用。
  - 500型由一名警察所使用。
- 2006年—：型號為500型、590型和590犢牛型：
  - 500型由一名守衛所使用。
  - 590型和590犢牛型由特種武器和戰術部隊所使用。
- 2006年—：型號為500型，由秘密警察「Fingermen」和BTN喜劇表演上飾演英軍士兵的演員所使用。
- 2011年—《黑蘭煞》：由嘉德麗雅的父親法比奧·雷斯特雷波（Fabio Restrepo，傑西·博雷戈飾演）用在唐路易派來的手下殺害其家人時，以及唐路易的手下用在最後的槍戰當中。
- 2013年—《國定殺戮日》：型號為590手槍握把水手型和590鏈鋸型：
  - 590手槍握把水手型由「領導人」（里斯·韋克菲爾德飾演）所使用。
  - 590鏈鋸型由主角詹姆斯·桑丁（James Sandin，伊森·霍克飾演）所使用。
- 2013年—：型號為590手槍握把型，裝上破門制退器，由約翰·凱爾交給白宮遊覽導遊唐尼（Donnie，尼可拉斯·萊特飾演）以後，被唐尼用於帶領人質離開。
- 2014年—：型號為590手槍握把水手巡邏者型，裝上FN GL-1並且由迭戈（Diego，諾埃爾·古列爾米飾演）所使用。
- 2014年—：型號為590手槍握把水手型，裝上垂直前握把，掉在地上並且由Louis Bloom（杰克·吉林哈尔飾演）發現。
- 2014年—：型號為590型，由「火星」（維克多·歐提茲飾演）所使用。
- 2015年—《3》：型號為500型，一部份配備了隔熱罩和延長彈倉，由洛杉磯警察局的警員所使用。
- 2015年—《成人世界》：型號為500型，由警察所使用。
- 2015年—：型號為500型，由在剛果民主共和國維護救援工作的守衛和尤金（Eugene）所使用。
- 2015年—《怒火邊界》：型號為590手槍握把水手巡邏者型，由一名毒販用以反抗FBI特警。
- 2015年—《侏罗纪世界》：型號為590型，由遺傳科技公司保安部行動人員所使用。
- 2016年—《13小時：班加西的秘密士兵》：型號為500型，由基地的廚師所使用。
- 2016年—：型號為500巡邏者型，由主角亨利和吉米（Jimmy，沙托·科普利飾演）所使用。

### 電子遊戲
- 2002年—：型號為M590，可用槍托擊昏敵人或是砸破物品。
- 2007年—《穿越火线》：型号为590鏈鋸型，命名为“500锯式霰弹枪”，6发弹仓，在商城内以CF点作时限贩卖；奇怪的以右手握持提把，左手握持扳机握把。
- 2012年—《战争前线》：型号为590A1直托型与Knoxx Sidewinder，均为医疗兵专用武器：
  - 590A1直托型在泵筒上加装卡其色「馬格普原創器材」（Magpul Original Equipment，MOE）护木和AFG直角前握把，握把枪托也同样采用卡其色涂装，同时在枪管隔热罩与机匣上方加装全长型战术导轨套件，命名为“Mossberg 500 Custom”，6发弹仓，只能通过抽奖获得，拥有皇冠币专属涂装版本，均可以改装枪口配件（通用消音器、霰弹枪消音器、霰弹枪制退器、霰弹枪刺刀）以及瞄准镜（EoTech 553全息瞄准镜、绿点全息瞄准镜、红点瞄准镜、Aimpoint Comp M4S瞄准镜、Mojji Zero红点瞄准镜）。
  - Knoxx Sidewinder在泵筒上加装导轨套件，命名为“Sidewinder Venom”，10发弹鼓，为商店出售武器。可以改装枪口配件（通用消音器、霰弹枪消音器、霰弹枪制退器、霰弹枪刺刀）以及瞄准镜（Trijicon RMR小型紅點镜、EoTech 553全息瞄准镜、绿点全息瞄准镜、红点瞄准镜、Aimpoint Comp M4S瞄准镜、Mojji Zero红点瞄准镜），且可以通过改装导轨方式加装链锯式握把，默认安装Trijicon RMR小型紅點镜。
- 2012年—：型號為M590，命名為「M590」，裝上鬼環式瞄具、木製護木和槍托以及槍管隔熱罩，由詹姆士·塞斯·林奇在槍店射靶（和侏儒塑像）用於訓練，衍生型為：磨損型和警用型（消聲效果）。
- 2013年—《古墓奇兵2013》：型號為M590，來自，為追加下載內容武器，裝上了槍管隔熱罩，命名為「M590 12GA」。
- 2013年—《惡靈古堡：啟示》：型號為500，命名為「Windham」，木製槍托和護木。戰役模式可於第三章取得。突擊模式則隨機掉落或出現在商店，稀有版本名稱為「巨錘」。
- 2014年—：型號為500，命名為“M500”，8發彈倉，攜彈量為32發。
- 2014年—《叛亂（英语：Insurgency (video game)）》：型號為M590，安全部隊專用武器。
- 2014年—《看門狗》：型號為590緊湊巡邏車型，命名為“SG-590”，發射12鉛徑3英吋麥格農霰彈，8發管式彈倉，最高攜彈量為96發，價格為$12,000，裝上了槍管隔熱罩和戰術燈護木，可由主角艾登·皮爾斯（Aiden Pearce，由諾姆·詹金斯配音）所使用。
- 2015年—《小兵步槍》:泵動式射擊，8發彈倉。
- 2015年—：型號為M590A1黑水型，由英國特种空勤团幹員、美國特勤局幹員和“白面具”恐怖份子所使用。
- 2016年—《殺戮空間2》：型號為M500 Rolling Thunder型，可裝填7+1發20鉛徑霰彈。
- 2017年—：命名為“OFM-500”。
- 2021年—《嚴陣以待》：型號為500 Cruiser，作為遊戲中的破門散彈槍登場。
- 2022年—《決勝時刻：現代戰爭II 2022》：型號為590和590M，分別命名為“Bryson 800”和“Bryson 890”。
- 2024年—《決勝時刻：黑色行動6》：型號為M500，命名為“Marine SP”。

### 動漫
- 2013年—《噬血狂襲》：型號為M590，由男主曉古城的父親曉牙城所使用。

## 資料來源
1. ↑  . Mossberg.com.   [2008-09-13]. （原始内容存档于2008-09-09）.
2. ↑  Johnston, Jeff. . Shooting Illustrated.   [2021-12-17]. （原始内容存档于2023-05-03） （英语）.
3. 1 2 3  .   [2008-09-13]. （原始内容存档于2007-10-22）.
4. ↑  . American Rifleman. June 2003: 77.
5. ↑  Scott Farrell. . Shooting Industry. March 1992  [2013-12-07]. （原始内容存档于2012-07-19）.
6. ↑  . www.americanrifleman.org.   [2018-01-15]. （原始内容存档于2018-03-05） （英语）.
7. ↑  . Pew Pew Tactical. 2017-06-12  [2018-01-17]. （原始内容存档于2018-04-29） （美国英语）.
8. ↑  . O.F. Mossberg & Sons.   [2018-01-17]. （原始内容存档于2018-01-28） （美国英语）.
9. ↑  . O.F. Mossberg & Sons. 2017-03-03  [2018-01-14]. （原始内容存档于2018-04-29） （美国英语）.
10. ↑  . www.americanrifleman.org.   [2018-01-14]. （原始内容存档于2017-12-13） （英语）.
11. ↑  . www.buckeyefirearms.org.   [2018-01-15]. （原始内容存档于2018-04-29） （英语）.
12. ↑   (PDF).   [2008-09-13]. （原始内容 (PDF)存档于2008-04-14）.
13. ↑  . Clipsnstuff.com.   [2008-09-13]. （原始内容存档于2008-07-31）.
14. ↑  . Allenslaw.com.   [2008-09-13]. （原始内容存档于2006-10-04）.
15. ↑  . World.guns.ru.   [2008-09-13]. （原始内容存档于2008-09-13）.
16. 1 2  . 2004-08-31  [2008-09-13]. （原始内容存档于2007-12-22）.
17. ↑   (PDF). US Army: 278–279. 2008-02-01  [2008-09-13]. （原始内容 (PDF)存档于2008-09-10）.
18. ↑  National Defense Magazine－Army, Marine Corps Succeed in Rapidly Fielding Specialized Individual Weapons (UPDATED) 的存檔，存档日期2016-09-07.
19. ↑  Canfield, Bruce. . self. December 2008  [2011-08-07]. （原始内容存档于2011-09-13）.
20. ↑  .   [2013-12-07]. （原始内容存档于2016-10-20）.
21. ↑  .   [2013-12-07]. （原始内容存档于2016-10-20）.
22. ↑  .   [2016-07-26]. （原始内容存档于2016-10-05）.
23. ↑  "Með Glock 17 og MP5". Fréttatíminn. 23. 09. 2011. p. 12-14.
24. ↑  .   [2016-02-22]. （原始内容存档于2016-03-12）.
25. ↑  .   [2016-02-22]. （原始内容存档于2017-03-06）.
26. ↑  .   [2015-05-24]. （原始内容存档于2017-08-26）.
27. ↑  Castelli, Christopher J.  (PDF). DISAM Journal (Defense Institute of Security Assistance Management). September 2008, 30 (3): 123  [January 18, 2009]. （原始内容 (PDF)存档于2009-03-27）.
28. ↑  Thompson, Leroy. . Special Weapons. December 2008  [2010-02-10]. （原始内容存档于2012-07-22）.
29. ↑  Legermuseum collections page 的存檔，存档日期2011-07-24.
30. ↑  Serwis militarny - Ekwipunek （页面存档备份，存于）（波兰語）
31. ↑  .   [2016-04-02]. （原始内容存档于2016-08-04）.

## 外部連結
- （英文）—Mossberg （页面存档备份，存于） corporate website.
- （英文）—Mossberg Owners Forum （页面存档备份，存于） a forum dedicated to Mossberg firearms.
- （英文）—Nazarian's Gun's Recognition Guide.no—
  - Mossberg 500 （页面存档备份，存于）
  - Mossberg 590 （页面存档备份，存于）
- （英文）—Modern Firearms－Mossberg 500 shotguns （页面存档备份，存于）
  - Mossberg model 590 shotgun （页面存档备份，存于）
- （英文）—The Firearm Blog.com—
  - One opinion on the Mossberg 500 vs. Remington 870 debate （页面存档备份，存于）
  - Knoxx sidewinder converted Mossberg 500 （页面存档备份，存于）
  - Mossberg 590A will be on sale to civilians next year （页面存档备份，存于）
  - Mossberg 500 Roadblocker: The most badass pump action shotgun ever （页面存档备份，存于）
  - Mossberg 500 SPX （页面存档备份，存于）
  - CAA Remington 870 / Mossberg 500 Stock and Forend （页面存档备份，存于）
  - Mossberg Chainsaw Pump Shotgun （页面存档备份，存于）
  - Photos of the Mossberg Chainsaw （页面存档备份，存于）
  - Mossberg Blackwater branded shotguns （页面存档备份，存于）
  - Mossberg 500 One-off Drug Enforcement Administration Special Edition （页面存档备份，存于）
  - Mossberg 500 Chainsaw: An Zombie Killer （页面存档备份，存于）
  - Mossberg 500 Thunder Ranch Shotgun （页面存档备份，存于）
  - Raptor Grip (Birdshead) Grip for Mossberg 500 （页面存档备份，存于）
  - Magpul Expands Shotgun Furniture To Include Mossberg （页面存档备份，存于）
  - Y-man in Atlanta February 2013! （页面存档备份，存于）
  - Adaptive Tactical Sidewinder Venom Kits （页面存档备份，存于）
  - Firearms Safety for private owners in Africa – changing times. （页面存档备份，存于）
  - Review: DTAC Mongoose Recoil Reducing Stock （页面存档备份，存于）
  - KSG vs. Bullpup Unlimited Mossberg 500 – FIGHT! （页面存档备份，存于）
  - KeyMod for the Mossberg 500 （页面存档备份，存于）
  - update: testing my Mossberg 500 Rifled Barrel…
  - Mossberg 500 ATI Scorpion （页面存档备份，存于）
  - Mossberg 590A1 Shotguns +1 （页面存档备份，存于）
  - Shotgun Recoil Tip from Mossberg （页面存档备份，存于）
- （英文）—The Truth About Guns.com—Show Us Your Weapon of War: Mossberg M590A1 （页面存档备份，存于）
- （英文）—Guns & Ammo Magazine.com—
  - The Home Defense Shotgun
  - Mossberg 500 A （页面存档备份，存于）
  - Mossberg 500 SuperBantam 20 gauge （页面存档备份，存于）
  - Mossberg 500 （页面存档备份，存于）
  - Guns of PDTV: Tough, Affordable Home Defense Shotgun
  - G&A Perspective: Why the Mossberg 500 is the Best Home Defense Shotgun of All Time （页面存档备份，存于）
- （英文）—Tactical-Life.com—
  - Mossberg 500 Thunder Ranch （页面存档备份，存于）
  - MOSSBERG 500 THUNDER RANCH 12 Ga. （页面存档备份，存于）
  - MOSSBERG FLEX 500 TACTICAL 12 GA. （页面存档备份，存于）
  - MOSSBERG’s JIC 500 Pump-Action 12GA （页面存档备份，存于）
  - Vang Comp Mossberg 500 12GA （页面存档备份，存于）
  - Pump-Action Powerhouse （页面存档备份，存于）
  - SNEAK PEEK: MOSSBERG 590A1 SPX （页面存档备份，存于）
  - SNEAK PEEK: AIMPRO TACTICAL ULTIMATE （页面存档备份，存于）
  - GUN TEST – Mossberg 590A1 12-Gauge （页面存档备份，存于）
  - MOSSBERG 590A1 12 GAUGE （页面存档备份，存于）
  - MOSSBERG 590A1 SPX 12 GA （页面存档备份，存于）
  - Mossberg 590A1 SPX 12ga （页面存档备份，存于）
  - Mossberg 590A1 （页面存档备份，存于）
  - MOSSBERG SPECIAL SPX 12 GAUGES （页面存档备份，存于）
  - MOSSBERG & TASER’s X12 （页面存档备份，存于）
  - Mossberg ZMB Series （页面存档备份，存于）
  - Mossberg Shotgun Accessories from Magpul （页面存档备份，存于）
  - BREACHING BEAST – AIMPRO TAC 12 ULTIMATE | Mossberg 590A1 Shotgun Review （页面存档备份，存于）
  - AIMPRO TACTICAL ULTIMATE | Mossberg 590A1 12 Gauge Sneak Peak （页面存档备份，存于）
  - Black Aces Tactical Shotgun （页面存档备份，存于）
  - GUN TEST – Mossberg 590A1 12-Gauge （页面存档备份，存于）
  - Mossberg FLEX Shotgun System and Duck Commander Series- New for 2014 | VIDEO （页面存档备份，存于）
  - Preview: Mossberg 590A1 12 Gauge | Gun Review （页面存档备份，存于）
  - Mossberg 590A1 12 Gauge Shotgun | Gun Review （页面存档备份，存于）
  - Coming Soon: Mossberg’s 590 Red Jacket Tactical Shotgun | VIDEO[永久]
  - Magpul, Mossberg Create ‘Complete Package’ with 590A1 Shotgun （页面存档备份，存于）
  - Watch: Examining the Mossberg-Red Jacket 590 Shotgun
  - Top 12 Tactical Shotguns For Law Enforcement Pros 2 （页面存档备份，存于）、3 （页面存档备份，存于）
  - Mossberg’s New 590A1 Features Magpul Shotgun Upgrades （页面存档备份，存于）
  - Top 10 Guns & Weapons for Law Enforcement Shotguns （页面存档备份，存于）
  - 12 New Tactical Shotguns For 2014 | Galleries （页面存档备份，存于）
  - Top 6 Shotguns From GUNS & WEAPONS FOR LAW ENFORCEMENT in 2014 （页面存档备份，存于）
  - Convert Your Mossberg 12 Gauge Shotgun with the Sidewinder Venom 500 Kit （页面存档备份，存于）
  - Top 10 Features of the Kryptek Typhon Mossberg 590A1 （页面存档备份，存于）
  - Gun Test: Mossberg’s 590A1 12-Gauge Shotgun （页面存档备份，存于）
  - 4 Exceptional Shotguns Taking 2015 by Storm （页面存档备份，存于）
  - 12 Rifles, Machine Guns, Shotguns, & Pistols Used by ROK Marines | Photos （页面存档备份，存于）
  - New For 2016: Mossberg’s 500 ATI Scorpion Shotgun （页面存档备份，存于）
  - The 20 Best Guns For Law Enforcement in 2016 （页面存档备份，存于）
  - Southpaw Scatterguns: 6 Left-Handed Shotguns From Mossberg （页面存档备份，存于）
  - Tactical Titans: The Mossberg 500 Shotgun Family （页面存档备份，存于）
  - 15 Shotguns Designed For 3-Gun Competitions （页面存档备份，存于）
  - New For 2016: Mossberg’s 590 7-Shot Pump-Action Shotgun （页面存档备份，存于）
  - Venom Strike: Mossberg’s ATI Scorpion Shotgun （页面存档备份，存于）
  - Mossberg Unveils 590A1, 500 Compact Cruiser AOWs （页面存档备份，存于）
- （英文）—Personal Defense World.com—
  - Mossberg 500 Persuader | Gun Review （页面存档备份，存于）
  - Mossberg’s 500 Tactical Tri-Rail Shotguns with Center Mass Laser （页面存档备份，存于）
  - Mossberg’s 500 JIC FLEX Shotgun （页面存档备份，存于）
  - 12 Pump-Action Shotguns From GUN BUYER'S ANNUAL （页面存档备份，存于）
  - New For 2016: 15 Pump-Action & Semi-Auto Shotguns （页面存档备份，存于）
- （俄文）—Энциклопедия Вооружений－Mossberg 500 Bullpup （页面存档备份，存于）
- （简体中文）—槍炮世界—莫斯伯格500泵动霰弹枪 （页面存档备份，存于）
  - 莫斯伯格590泵动霰弹枪 （页面存档备份，存于）
  - 莫斯伯格500泵动无托霰弹枪 （页面存档备份，存于）
- （简体中文）—《轻兵器》—莫斯伯格M500 12号口径霰弹枪 （页面存档备份，存于）
- （繁體中文）—Civilian Gunner—Bossberg M500 Bullpup （页面存档备份，存于）